# Нетгау
Нетгау (нем. Nettgau) — община в Германии, в земле Саксония-Анхальт. 
Входит в состав района Зальцведель. Подчиняется управлению Бетцендорф-Дисдорф.  Население составляет 340 человек (на 31 декабря 2006 года). Занимает площадь 20,86 км².